# Лунка-Борлесей
Лунка-Борлесей (рум. Lunca Borlesei) — село у повіті Бистриця-Несеуд в Румунії. Входить до складу комуни Спермезеу.
Село розташоване на відстані 354 км на північний захід від Бухареста, 33 км на північний захід від Бистриці, 74 км на північний схід від Клуж-Напоки.

## Населення
За даними перепису населення 2002 року у селі проживали 152 особи, усі — румуни. Усі жителі села рідною мовою назвали румунську.